# Trance Around the World
Trance Around the World (spesso abbreviato in TATW e noto anche come Trance Around the World con Above & Beyond) è stato il titolo di un settimanale radiofonico ospitato da Above & Beyond comprendente 450 episodi dal 2004 al 2012.
Lo spettacolo, trasmesso in diretta ogni venerdì dalle ore 20:00 alle 22:00, dagli studi Anjunabeats a Londra, era strutturato in una modalità di rotazione tra i tre DJ nel gruppo.
Nell'ultima parte dello show venivano poi concessi 30 minuti ad un artista 'esterno' che trasmetteva un suo mix. È stato definito uno degli show più ascoltati, con circa 30 milioni di ascoltatori in 35 paesi diversi ogni settimana.
L'ultimo episodio della trasmissione, numero 450, è stato trasmesso il 5 novembre 2012, con uno streaming di 6 ore dal Jayamahal Palace in Bangalore, India.
In quell'occasione il set degli Above & Beyond venne definito come episodio 001 di Group Therapy Radio, la nuova trasmissione con un format simile a Trance Around the World creata in sua sostituzione.